# З грошей і крові
«З грошей і крові» (фр. D'argent et de sang) — французький кримінальний драматичний мінісеріал-трилер 2023 року режисера і сценариста Ксав'є Джаннолі та співрежисера Фредеріка Планшона за мотивом книги Фабріса Арфі «З грошей і крові» 2018 року про скандал із шахрайством із вуглецевим податком у Франції 2008-2009 років. У фільмі зіграли Венсан Лендон, Нільс Шнайдер, Рамзі Бедіа, Жудіт Шемла, Девід Аяла, Ольга Куриленко, Іван Аттал, Андре Маркон, Віктуар Дюбуа, Матіас Жакен та Лієс Каух.
Світова прем'єра мінісеріалу відбулася на Венеційському кінофестивалі 2023 року поза конкурсом 31 серпня 2023 року, а згодом його транслював французький телеканал Canal+ 16 жовтня 2023 року.

## Сюжет
Ален Фітуссі та Булі, двоє дрібних шахраїв з Бельвіля, об'єднуються з Жеромом Аттіасом, трейдером із заможного району, щоб організувати фінансову схему, яка передбачає махінації з ПДВ на вуглецеві квоти. Вони використовують електронну торгову платформу вуглецевих квот, якою керує компанія «Overgreen». Вони купують права на забруднення без сплати податків, а потім перепродують їх з включеним податком через підставні компанії, при цьому ПДВ авансується «Caisse des Dépôts», але не сплачується державі. Вони стикаються з опозицією з боку Сімона Вайнахтера, митного судді. Його тесть, Ілан Фрідман, успішний бізнесмен і шанована фігура у своїй громаді, дивиться на Жерома Аттіаса зверхньо. Аттіас сповнений рішучості довести родині свою спроможність, незважаючи на засоби. У міру того, як афера розростається, він дедалі більше відривається від реальності, сп'янілий владою і привабливістю легких грошей.

## Акторський склад
- Венсан Лендон — Сімон Вайнахтер[5]
- Нільс Шнайдер — Жером Аттіас[5]
- Рамзі Бедіа — Ален Фітуссі[5]
- Жудіт Шемла — Аннабель Аттіас-Фрідман[6]
- Девід Аяла — Булі[6]
- Ольга Куриленко — Джулія[6]
- Іван Атталь — Антон Заґурі[6]
- Андре Маркон — Ілан Фрідман[6]
- Віктуар Дюбуа — Емілія Вайнахтер[6]
- Матіас Жакен — Томас Лаффін[6]
- Лієс Каух — Калліль[6]
- Мішель Абітебуль — Фрере Булі

## Знімальна група
- Режисери-постановники: Ксав'є Джаннолі, Фредерік Планшон
- Сценаристи: Ксав'є Джаннолі, Жан Баптіст Делафон
- Композитори: Rone (Ерван Кастекс)[6]
- Продюсери: Олів'є Дельбоск, Емільєн Біньйон, Крістін де Жекель
- Оператори: Крістоф Бокарне
- Режисери монтажу: Сайріл Накаше, Майк Фроментін

## Нагороди
- 2024: Премія спілки паризьких кінокритиків — перемога в номінації «Найкращий телесеріал»[7]